# Абрамов Юрій Володимирович
Юрій Володимирович Абрамов (1 серпня 1950, місто Горки, тепер Могильовської області, Білорусь) — радянський діяч, секретар партійного комітету Красногорського механічного заводу Московської області. Член ЦК КПРС у 1990—1991 роках.

## Життєпис
У 1972 році закінчив Московський інститут сталі і сплавів.
У 1972 році працював інженером-технологом Красногорського механічного заводу Московської області.
З 1972 по 1973 рік служив у Радянській армії.
У 1973—1975 роках — інженер-технолог, у 1975—1980 роках — начальник бюро, заступник начальника цеху, начальник цеху, в 1980—1986 роках — заступник головного інженера — головний технолог Красногорського механічного заводу Московської області.
Член КПРС з 1976 року.
У 1986—1991 роках — секретар партійного комітету (парткому) Красногорського механічного заводу міста Красногорськ Московської області.
Подальша доля невідома.